# Papa Simplicio
Simplicio (Tivoli, ... – Roma, 10 marzo 483) è stato il 47º vescovo di Roma e papa della Chiesa cattolica, che lo venera come santo. Fu papa dal 3 marzo 468 fino alla sua morte.

## Biografia

### Elezione e avvenimenti sociopolitici
Secondo il Liber pontificalis (ed. Duchesne, I, 249), Simplicio era figlio di un cittadino di Tivoli chiamato Castino. Dopo la morte di papa Ilario, nel 468, fu eletto come suo successore in un'atmosfera molto tranquilla.
Il suo pontificato fu caratterizzato da alcuni avvenimenti che segnarono la storia di Roma.
Dopo l'assassinio di Valentiniano III nel 455, si assistette ad una rapida successione di imperatori insignificanti, i quali non furono in grado di contrastare le continue minacce di guerre e rivoluzioni che subiva l'impero, e che in alcuni casi si trovarono ad essere totalmente manovrati da personaggi di spicco, che imponevano la loro influenza sulla politica dello Stato, e al favore dei quali dovevano la loro sorte. Uno di costoro, Ricimero, entrò in aspro conflitto con l'imperatore Antemio, di cui era generale e genero, e concluse un accordo con il senatore Anicio Olibrio, genero a sua volta dell'imperatrice d'Oriente Licinia Eudossia, finalizzato all'incoronazione di quest'ultimo al posto di Antemio. Dopo un assedio che aggravò la carestia e la conseguente peste che si era diffusa in città, nel luglio del 472 Roma subì l'invasione e il saccheggio da parte delle truppe di Ricimero. Antemio fu ucciso, ma l'epidemia stroncò in quello stesso anno sia lo stesso Ricimero che il nuovo imperatore Anicio Olibrio. Fu in questo clima che poco dopo, nel 476, gli Eruli di Odoacre entrarono in Italia al seguito di altre tribù germaniche. Non avendo praticamente incontrato alcuna resistenza Odoacre, divenuto ormai padrone del paese, pose fine all'Impero d'Occidente deponendo l'ultimo imperatore, Romolo Augusto, e assumendo il titolo di rex gentium e magister militum per Italiam, con l'assenso del Senato ed il successivo riconoscimento dell'Imperatore d'Oriente Zenone. Anche se ariano, Odoacre si comportò con rispetto nei confronti della Chiesa cattolica. Mantenne, inoltre, anche gran parte della struttura amministrativa esistente, cosicché il cambiamento non produsse grandi differenze per Roma. Ne produsse però per la Chiesa, come osserva il Gregorovius: «Liberatosi dell'imperatore d'Occidente, il papato cominciò la sua ascesa e la Chiesa di Roma crebbe potentemente sulle rovine, sostituendosi all'impero.».

### La controversia monofisita
Durante la controversia monofisita, che ancora imperversava nell'Impero Orientale, Simplicio difese vigorosamente l'indipendenza della Chiesa contro il cesaropapismo degli imperatori Bizantini e l'autorità della Chiesa romana nelle questioni di fede. Il ventottesimo canone del Concilio di Calcedonia (451) aveva concesso alla sede di Costantinopoli gli stessi privilegi goduti dal vescovo di Roma, anche se il primato spettava comunque a quest'ultimo. Poiché i legati papali, su ordine del Papa, avevano protestato contro questa elevazione del Patriarca Bizantino, papa Leone I ne aveva confermato solamente le delibere dogmatiche. Il Patriarca di Costantinopoli cercò comunque di conferire al canone forza di legge e spinse l'imperatore Leone II a ottenere la sua conferma da parte di Simplicio. Questi, al contrario, respinse la richiesta dell'imperatore e, contrariamente a quanto richiesto, limitò i privilegi dei principali patriarcati orientali.
La ribellione di Basilisco che, nel 476, costrinse all'esilio l'imperatore Zenone e si appropriò del trono bizantino, intensificò la disputa monofisita, permettendo ai loro patriarchi deposti, Timoteo Eluro di Alessandria e Pietro Fullo di Antiochia, di tornare alle loro sedi. Contemporaneamente promulgò un editto religioso (Enkyklikon) scritto da Eluro, che imponeva di accettare solamente i primi tre sinodi ecumenici e rifiutava sia il Concilio di Calcedonia che la Lettera di papa Leone I. Tutti i vescovi avrebbero dovuto sottoscrivere l'editto. Il Patriarca di Costantinopoli Acacio (dal 471) stava quasi per proclamare l'editto, ma la ferma presa di posizione del popolo, influenzato dai monaci, che erano convinti cattolici, spinse Acacio ad opporsi all'imperatore e a difendere la fede minacciata. Gli abati ed i presbiteri di Costantinopoli si unirono a papa Simplicio, che fece ogni sforzo per difendere le definizioni del Concilio di Calcedonia. In varie lettere indirizzate ad Acacio, agli abati, ai presbiteri ed all'imperatore stesso, il papa esortò a permanere nella comunione con Roma. Allo stesso modo, patrocinò con l'imperatore la causa del Patriarca di Alessandria, Timoteo Salofaciolo che, per il fatto di essere rimasto in comunione con Roma, era stato sostituito da Eluro. Quando l'Imperatore Zenone, nel 477, scacciò l'usurpatore Basilisco e si ristabilì sul trono imperiale, inviò al papa una confessione di fede completamente aderente ai principi del Concilio di Calcedonia. Simplicio si congratulò con lui per il suo reinsediamento (9 ottobre 477) e lo esortò ad attribuire la vittoria a Dio, che aveva desiderato ciò per restituire la libertà alla Chiesa.
Zenone abrogò gli editti di Basilisco, bandì Pietro Fullo da Antiochia e reinsediò Timoteo Salofaciolo ad Alessandria. Non si occupò di Eluro, a causa dell'avanzata età di quest'ultimo che, infatti, morì poco dopo. I monofisiti di Alessandria, tuttavia, richiesero come suo successore Pietro Mongo, il primo arcidiacono di Eluro. Spinto dal papa e dai cattolici orientali, Zenone esiliò Pietro Mongo, che però riuscì nascondersi ad Alessandria, dove la paura del potere dei monofisiti scongiurò l'uso della forza da parte dell'imperatore. In un momento di debolezza, lo stesso Salofaciolo aveva permesso l'inserimento del nome del patriarca monofisita Dioscoro nel canone della messa. Il 13 marzo 478 Simplicio scrisse ad Acacio di Costantinopoli affinché esortasse Salofaciolo a cancellare il disonore che si era gettato addosso e quest'ultimo, per giustificarsi, inviò lettere e legati a Roma. Dietro richiesta di Acacio, che era ancora attivo contro i monofisiti, il papa condannò per eresia Pietro Mongo, Pietro Fullo, Paolo di Efeso e Giovanni di Apamea. Nominò inoltre il Patriarca di Costantinopoli suo rappresentante per questa problematica. Quando, nel 479, i monofisiti di Antiochia si rivoltarono contro il patriarca Stefano II e lo uccisero, Acacio consacrò Stefano III e Kalendion come suo successore. Simplicio richiese vigorosamente all'imperatore di punire gli assassini del patriarca e riproverò Acacio di eccedere le sue competenze nel compiere queste consacrazioni, tuttavia gli accordò la necessaria dispensa.
Dopo la morte di Salofaciolo, i monofisiti di Alessandria scelsero nuovamente quale patriarca Pietro Mongo, mentre i calcedonesi scelsero Giovanni Talaia. Sia Acacio che l'imperatore si opposero a Talaia, e favorirono Mongo che, quindi, si recò a Costantinopoli a perorare la sua causa. Qui, con Acacio, si accordò su una formula di unione tra i cattolici ed i monofisiti, che fu approvata dall'Imperatore Zenone nel 482 (Henotikón). L'Henotikón fu la causa dello scisma acaciano, che durò fino al 519, quando l'imperatore d'oriente Giustino I decise di abrogarlo. Nel frattempo, il papa ricevette sia gli ambasciatori inviati da Talaia per notificargli la sua elezione, sia una lettera dell'imperatore, nella quale Talaia veniva accusato di spergiuro e corruzione ed in cui c'era la richiesta di riconoscimento di Mongo. Simplicio differì il riconoscimento di Talaia e, contemporaneamente, protestò energicamente contro l'elevazione di Mongo al Patriarcato di Alessandria. Tuttavia, Acacio mantenne la sua alleanza con Mongo e cercò di far accettare ai vescovi orientali la sua decisione. Per molto tempo Acacio non inviò informazioni di alcun genere al papa (si presume che Acacio tenne all'oscuro il pontefice
anche della pubblicazione dell'Henotikón). Quando finalmente Talaia giunse a Roma, nel 483, Simplicio era già morto.

### Zelo di Simplicio nelle vicende interne della Chiesa di Roma

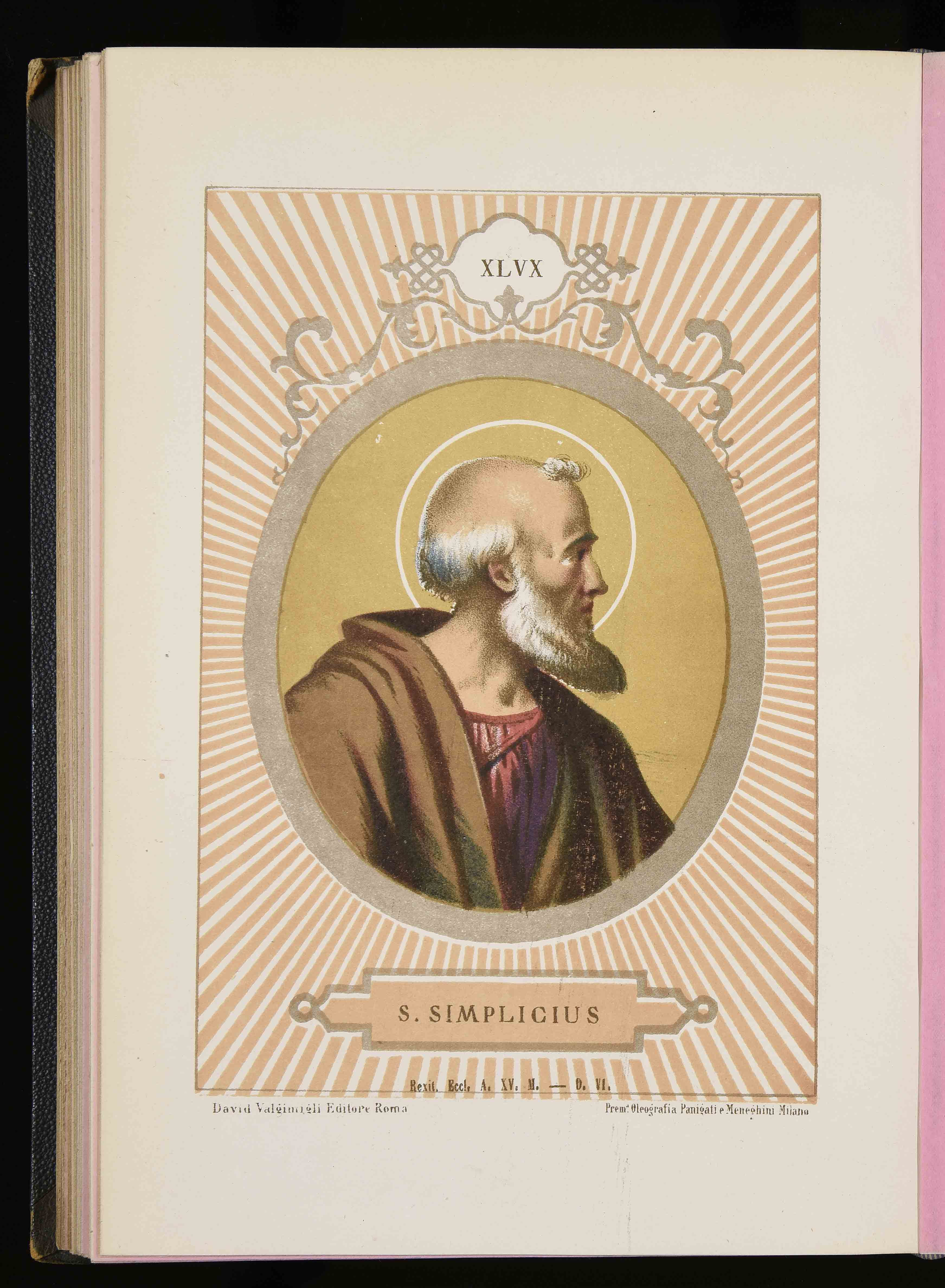
Papa Simplicio

Nonostante le difficili vicende della Chiesa durante i disordini causati dalle migrazioni delle popolazioni barbariche in Europa, Simplicio esercitò una zelante cura pastorale anche in occidente. Prese decisioni sulle questioni ecclesiastiche, nominò vicario papale (una sorta di nunzio apostolico) in Spagna Zenone, vescovo di Siviglia, in modo che le prerogative della sede papale potessero essere esercitate nel paese stesso a beneficio dell'amministrazione ecclesiastica. Quando nel 482 Giovanni, vescovo di Ravenna, designò Mutina come diocesi suffraganea della sua sede metropolitana e, senza averne il privilegio, consacrò Giorgio vescovo di quella diocesi, Simplicio si oppose vigorosamente e difese i privilegi della sede papale.
Proseguendo in parte l'opera del suo predecessore, Simplicio eresse quattro nuove chiese a Roma. Sul Colle del Celio fu eretta una grande chiesa a pianta circolare, circondata da due ambulacri e dedicata a Santo Stefano; la parte centrale di questo edificio, tuttora esistente, è nota come Basilica di Santo Stefano Rotondo al Celio. La Chiesa di Roma ricevette in dono dal goto Flavio Valila la basilica civile di Giunio Basso vicino alla Basilica di Santa Maria Maggiore; Simplicio la trasformò in chiesa e la dedicò a sant'Andrea (Sant'Andrea Catabarbara), facendovi aggiungere un'abside adorna di mosaici. Fece anche costruire un'altra chiesa dedicata al primo martire, santo Stefano, dietro alla basilica di San Lorenzo in Agro Verano, che non esiste più. Inoltre, fece costruire una quarta chiesa, ancora esistente, in onore di santa Bibiana, iuxta palatium Licinianum, dove era la tomba della Santa.
Per assicurare il regolare svolgimento delle funzioni, dell'amministrazione del battesimo e della disciplina della penitenza nelle grandi basiliche ad corpus fuori delle mura urbane (le chiese di San Pietro in Vaticano, di San Paolo sulla Via Ostiense e di San Lorenzo sulla Via Tiburtina), Simplicio ordinò che il clero di tre sezioni designate della città doveva, secondo un ordine predeterminato, farsi carico delle funzioni religiose che vi si svolgevano.

### Vicende che seguirono alla morte del Papa
Alla sua morte, Simplicio fu sepolto nel portico di San Pietro in Vaticano; in seguito, le sue spoglie furono traslate nel poliandro della basilica e, da allora, non se ne sa più nulla. Il Liber Pontificalis indica come giorno della sua sepoltura il 10 marzo.
Dopo la sua morte Odoacre tentò d'influenzare la nomina del nuovo papa; il prefetto della città, Basilio, sostenne pertanto che papa Simplicio aveva pregato il re di emanare l'ordine che nessuno avrebbe dovuto essere consacrato vescovo di Roma senza la sua approvazione. Il clero romano si oppose a questo editto che limitava il loro diritto di elezione e continuò a osservare l'editto emanato dall'imperatore Flavio Onorio su richiesta di papa Bonifacio I, secondo il quale poteva essere riconosciuto vescovo di Roma solamente chi fosse stato eletto secondo la forma canonica con l'approvazione Divina ed il consenso universale.

## Culto
La sua memoria liturgica ricorre il 10 marzo.
Dal Martirologio Romano (ed. 2004):